# Mammoth (film, 2009)
Pour les articles homonymes, voir Mammoth.
Pour plus de détails, voir Fiche technique et Distribution.
Mammoth, également intitulé Love Away, est film germano-dano-suédois réalisé par Lukas Moodysson, sorti en 2009.
Le film suit durant plusieurs jours le quotidien des membres de deux familles, l'une vivant à New York et l'autre aux Philippines. Ellen (Michelle Williams) et Leo Vidales (Gael García Bernal) vivent à New York avec leur fille de sept ans Jackie (Sophie Nyweide (en)) et Gloria (Marife Necesito), leur gouvernante philippine. Le titre du film fait référence au stylo en ivoire de mammouth que Leo reçoit en cadeau.

## Synopsis
Leo (Gael García Bernal) possède une entreprise informatique mais n'est pas un homme d'affaires : sa femme le décrit comme un nerd passionné par les jeux vidéo. Il part avec son collègue en Thaïlande pour signer un important contrat avec un investisseur : sa présence physique est requise uniquement pour la signature puisqu'il ne s'occupe pas des négociations (déléguées à son collègue). Il aimerait d'ailleurs signer le contrat tout de suite malgré l'ultime négociation des investisseurs concernant le montant final mais son collègue veut négocier. Leo accepte de le laisser faire et reste inactif à s'ennuyer dans sa chambre d'hôtel luxueuse dans un premier temps puis décidera d'aller en bord de plage dans un cabanon bon marché pour prendre de vraies vacances. Il se questionnera sur son existence au fur et à mesure des rencontres qu'il fera.
Ellen (Michelle Williams) est chirurgienne de nuit au service des urgences. Son travail la stresse beaucoup et elle voit peu sa fille, en effet, elle part travailler alors que sa fille se prépare à dormir et revient alors qu'elle se prépare pour l'école. Elle vit mal sa solitude à la suite du voyage d'affaire de Léo ; elle regarde la télévision en zappant, court sur son tapis mécanique en terrasse et a beaucoup de difficultés à dormir durant la journée. Elle se pose des questions sur elle-même et notamment sur son rôle de mère. Se sentant inutile, elle propose même à la gouvernante de lui préparer un repas pour lui faire plaisir.
Gloria (Marife Necesito) est éloignée de sa famille restée aux Philippines et le vit très mal, tout comme ses enfants : son fils cadet demandant fréquemment à Salvador (son frère ainé) quand elle reviendra et ce dernier, pleurant son absence au téléphone lors de chaque appel. L'argent qu'elle gagne en tant que gouvernante à New York permet toutefois à sa famille de vivre relativement bien par rapport aux familles coincées dans les bidonvilles : nourriture, accès aux soins, accès à l'éducation pour les enfants, leur propre maison est en cours de construction. C'est que la grand-mère de Gloria explique à ses enfants : l'absence de leur mère leur permet de vivre décemment. Salvador comprenant que c'est à cause de cet argent nécessaire que sa mère est éloignée, cherchera à gagner de l'argent par lui-même malgré ses dix ans.

## Fiche technique
Sauf indication contraire, les informations mentionnées dans cette section peuvent être confirmées par les bases de données cinématographiques  présentes dans la section « Liens externes ».
- Titre original : Mammoth
- Titre français : Love Away (DVD)
- Réalisation et scénario : Lukas Moodysson
- Musique : Jesper Kurlandsky, Erik Holmquist et Linus Giertta
- Caméra[Quoi ?] : Marcel Zyskind (de)
- Montage : Michal Leszczylowski
- Production : Lars Jönsson
- Société de distribution : Sonet Film
- Pays de production :  Suède,  Danemark,  Allemagne
- Langues originales : anglais, tagalog, thaï
- Budget : 10 millions de dollars
- Durée : 125 minutes
- Dates de sortie : 
  - Suède : 19 janvier 2009 (Stockholm) (première)
  - Allemagne : 8 février 2009 (Berlin International Film Festival)
  - États-Unis : 20 novembre 2009[réf. nécessaire]
  - Allemagne : 10 juin 2010
  - Belgique : 8 juillet 2009
  - Royaume-Uni : 5 novembre 2010
  - France : 8 septembre 2014 (en DVD)

## Distribution
Sauf indication contraire, les informations mentionnées dans cette section peuvent être confirmées par les bases de données cinématographiques  présentes dans la section « Liens externes ».
- Gael García Bernal : Leo Vidales
- Michelle Williams : Allison Gould
- Sophie Nyweide (en) : Jackie Vidales
- Thomas McCarthy : Bob
- Martin Delos Santos : Manuel
- Jan David G. Nicdao : Salvador
- Perry Dizon : Uncle Fernando
- Marife Necesito : Gloria

## Musique
La chanson que Leo écoute dans l'avion sur son lecteur portable et qui conclut le film est The Greatest de Cat Power. Il n'existe pas de bande-originale commercialisée mais la liste des chansons du film est la suivante :
| No  | Titre                        | Interprète(s)                     | Durée |
| --- | ---------------------------- | --------------------------------- | ----- |
| 1.  | Destroy Everything You Touch | Ladytron                          |       |
| 2.  | The Greatest                 | Cat Power                         |       |
| 3.  | Motherless Child             | Boney M.                          |       |
| 4.  | International Dateline       | Ladytron                          |       |
| 5.  | Beatus vir, Op. 38           | Nikita Storojew (Nikita Storojev) |       |
| 6.  | Boga                         | Amiina                            |       |
| 7.  | Sogg                         | Amiina                            |       |
| 8.  | Versus                       | Ladytron                          |       |
| 9.  | House Of Cards               | Radiohead                         |       |
| 10. | Only U                       | Ashanti                           |       |
| 11. | Lupiina                      | Amiina                            |       |
| 12. | Seventh Heaven               | Urban Raw                         |       |
| 13. | (Catalogue Music)            | Gabriel Flies                     |       |

1. ↑  Chœur : Prazsky Filharmonicky Sbor (chœur philharmonique de Prague), orchestre : Ceská Filharmonie (orchestre philharmonique tchèque), chef d'orchestre : John Nelson

## Analyse
Le film illustre plusieurs aspects de la mondialisation :
- Gloria a quitté sa famille aux Philippines pour l'aider financièrement et vit donc séparée de ses enfants qui en souffrent énormément, tout comme elle[3]. Alors que ces derniers lui demandent au téléphone un ballon de basket comme cadeau d'anniversaire, elle va dans une boutique de New York leur en envoyer un : alors qu'elle le prend dans le rayon, elle le retourne et voit qu'il a été fabriqué aux Philippines[4],[5] ;
- le tourisme sexuel est sagement montré (aussi bien en Thaïlande qu'aux Philippines) mais crûment décrit, notamment dans la conversation des trois prostituées à propos des nationalités de leurs clients[6] ;
- Leo rencontre Cookie, une prostituée dont on apprend à la fin du film qu'elle a un bébé qui vit éloigné d'elle, et qui est  contrainte de se prostituer pour faire vivre sa famille[4] ;
- Leo, espérant aider Cookie, lui laissera en cadeau le très luxueux stylo d'ivoire de mammouth (3 000 dollars) qu'on lui avait offert auparavant ; malheureusement il ne sera finalement revendu que trente dollars (avec deux montres dont une copie) puisque ni Cookie, ni l'acheteur n'ont connaissance du composant principal de ce stylo et de sa rareté[4].

Il aborde également la consommation de biens matériels :
- Ellen court sur son tapis roulant installé sur le toit (privé) de son immeuble[3], achète tous les ingrédients nécessaires pour cuisiner une pizza mais décide finalement d'en commander une par téléphone[5]. Sentant sa relation s'affaiblir avec sa fille passionnée d'astronomie, elle lui achète un télescope mais cette dernière prend plus de plaisir à apprendre des mots tagalog avec Gloria[7],[8] ;
- dès le décollage de l'avion, Léo installe sur sa tablette son ordinateur portable, ses DVD, son téléphone portable, sa console portable et son lecteur de musique. Dans la limousine venue les chercher à l'aéroport, lui et son collègue discutent avec le représentant des investisseurs tout en tapotant tous les deux sur leurs téléphones portables. Hésitant sur la couleur de l'écharpe à offrir en cadeau à sa femme, il les achète toutes (plus d'une dizaine).

Enfin, il est également question de la difficile conciliation de la vie privée avec la vie professionnelle :
- le titre du film peut être vu comme l'attention que les parents doivent porter à leurs enfants (« mammouth » est très proche de « maman » en suédois comme en français, respectivement « mammut » et « mamma » )[9]. Le titre peut également vu comme « mam out » illustrant l'investissement total d'Ellen dans son travail la séparant de sa fille avec qui elle ne passe que peu de temps, tout comme la distance physique éloignant Gloria et Cookie de leurs enfants respectifs[10] ;
- les téléphones portables permettent certes une communication longue distance entre Ellen et Leo durant son voyage, Gloria et ses enfants, Cookie et sa famille mais ils leur rappellent surtout à chaque fois qu'ils sont séparés et n'atténuent en rien leur tristesse[10],[11] ;
- Ellen et Leo prennent conscience d'être drogué au travail à la fin du film[7] et d'être heureux lorsqu'ils sont simplement réunis à jouer avec leur fille mais ils décident tout de même de chercher une nouvelle gouvernante[4].